# Hyperplasie congénitale des surrénales
Pour les articles homonymes, voir HCS et CAH.
 Mise en garde médicale
L’hyperplasie congénitale des surrénales ou HCS (en anglais, congenital adrenal hyperplasia ou CAH) désigne un ensemble de conditions génétiques caractérisées par une particularité de fonctionnement des glandes surrénales, qui produisent alors certaines hormones (testostérone) dans des quantités supérieures à la moyenne et d'autres dans des quantités inférieures à la moyenne (cortisol, parfois aldostérone). La majorité des cas d'hyperplasie congénitale des surrénales ne cause pas de problèmes de santé graves. Relativement fréquente, l'hyperplasie congénitale des surrénales au sens large touche en nombre les personnes de sexe chromosomique féminin et celles de sexe chromosomique masculin, mais celles-ci présentent beaucoup moins de symptômes. D'autre part, certaines personnes touchées qui ont un caryotype sexuel féminin (XX) peuvent être qualifiées d'intersexes du fait de leur HCS. La forme dite non classique de cette condition est plus fréquente que celle dite classique et relève clairement de l'intersexuation, avec des variations individuelles notables. Cette forme en particulier peut aussi manifester des implications pathologiques plus ou moins graves.
La plupart des formes d'hyperplasie congénitales des surrénales se manifestent par une production d'androgènes au-dessus ou au-dessous de la norme. La production déficiente de cortisol par la surrénale entraîne une production d'ACTH au-dessus de la moyenne par l'hypophyse à cause d'un manque de feedback (rétrocontrôle) négatif, ce qui entraînera alors en réponse à cet excès d'ACTH, une sécrétion excessive d'androgènes par les surrénales.
L'enzyme impliquée dans plus de 95 % des cas est la 21-hydroxylase responsable de la transformation de la progestérone en désoxycorticostérone.
Il existe deux formes de déficit en 21 hydroxylase :
- forme dite classique, plus rare, avec déficit enzymatique sévère et début néonatal avec deux sous-types :
  - forme se manifestant de façon visible à la naissance par des organes génitaux ambigus,
  - forme se manifestant par un syndrome de perte de sel avec risque vital dans les premières semaines de vie ;
- forme dite non classique, à début en général tardif, en fait beaucoup plus fréquente, pouvant induire des spécificités visibles à la naissance avant un développement pubertaire atypique (clitoris plus grand associé à un développement plus important du système pileux par rapport à la moyenne à la puberté, dans des cas moins fréquents organes génitaux externes d'apparence masculine) chez des personnes de sexe féminin (chromosomes sexuels XX)[2]. Dans ce cas, il s'agit d'une forme d'intersexuation en quelque sorte opposée au syndrome d'insensibilité aux androgènes, dans sa forme où une personne de caryotype sexuel XY a notamment un phénotype féminin au niveau des organes génitaux externes, sans la fonction reproductive.

## Historique
La première description en a été faite par Luigi de Crecchio en 1865. Il a été appelé par la suite « syndrome andro-génital ».

## Causes
- Déficit en 21-hydroxylase par mutation du gène CYP21A2 situé sur le locus p21.3 du chromosome 6 codant le cytochrome P450 C21. Ils constituent 90 % de hyperplasie congénitales des surrénales[4]. Neuf mutations sont décrites responsables de 95 % des déficits en 21-hydroxylase.

- Déficit en 3-bêta-hydroxystéroïde déshydrogénase par mutation du gène HSD3B2 situé sur le locus p13.1 du chromosome 1 codant le cytochrome P450 C21.

- Déficit en 11-bêta-hydroxylase par mutation du gène CYP11B1 situé sur le locus q21 du chromosome 8 codant le cytochrome P450 C11. Cette mutation est décrite plus fréquemment chez les juifs marocains[5].

- Déficit en 17-alpha-hydroxylase par mutation du gène CYP17A1 situé sur le locus q24.3 du chromosome 10 codant la stéroïde 17 monooxygénase.

Il existe d'autres formes plus rares : déficit en HSD3B2, en P450 oxidoreductase, en StAR, en CYP11A1.

## Incidence et prévalence

### Forme classique
L'incidence est 1 sur 15 000 naissances en Europe, mais varie beaucoup en fonction de la population et du type de déficit :
- 1 sur 300 chez certaines tribus inuits[réf. nécessaire] ;
- 1 sur 5 000 en Arabie saoudite[réf. nécessaire].

Le déficit en 21-hydroxylase, forme la plus courante, est diagnostiqué entre un cas sur 16000 et un cas 20000 naissances.

### Forme non classique
- 1 sur 40 chez les Hispaniques[réf. nécessaire].
- 1 sur 50 chez les Slaves[réf. nécessaire].

## Description
Chez les individus à chromosomes XY (hommes), cette condition entraîne généralement peu de symptômes hormis une puberté précoce. Chez les personnes à chromosomes XX (femmes), cette condition conduit généralement à diverses formes d'intersexuation, la plus fréquente étant le développement d'un clitoris un peu plus grand que la moyenne (hypertrophie clitoridienne), parfois d'organes génitaux externes d'apparence masculine, mais infertiles vue l'absence d'organes génitaux internes masculins, et la pilosité étant souvent bien supérieure à ce qui est plus fréquent pour le sexe féminin.
| Clinique                 | Classique           | Non classique |
| ------------------------ | ------------------- | ------------- |
| Virilisation prénatale   | Fréquent            | Absent        |
| Virilisation postnatale  | Fréquent            | Variable      |
| Syndrome de perte de sel | 3/4 des nouveau-nés | Absent        |
| Déficit en cortisol      | Tous                | Rare          |

## Diagnostic

### Clinique
La suspicion congénitale des surrénales apparaît en cas de :
- nouveau-né avec organes génitaux ambigus ;
- nouveau-né avec organes génitaux masculins présentant des signes de virilisation précoce ;
- virilisation aiguë à la puberté chez les filles ;
- puberté précoce chez les garçons ;
- syndrome de perte de sel apparaissant dans les quatre premières semaines de vie.

Le tableau dépend du déficit en aldostérone, ce dernier provoquant la perte en sel s'il est important.
Suivant le niveau de déficit, on distingue une « forme classique » avec un tableau plus ou moins complet, et une « forme non classique », sans signe de virilisation, lorsque la baisse de l'activité enzymatique n'atteint pas 50 %. Le patient peut être totalement asymptomatique, à part une infertilité partielle, seuls les dosages hormonaux étant modifiés.
Il peut exister une hypertension artérielle.

### Biochimie
- Dosage de la 17-OH-progestérone.
- Dosage de l'activité rénine plasmatique.

### Génétique
L'étude du caryotype doit confirmer la normalité de la formule chromosomique.

## Différents types d'hyperplasie congénitale des surrénales
| % de H.C.A | Enzyme                | Hormone en cause                     | Production                                      | Production d'androgène | Production de minéralocorticoïde |
| ---------- | --------------------- | ------------------------------------ | ----------------------------------------------- | ---------------------- | -------------------------------- |
|            | S.T.A.R.              |                                      |                                                 | Déficit                | Déficit                          |
|            | 3 beta déshydrogénase | Prégnénolone 17 OH prégnénolone DHEA | Progestérone 17-OH-progestérone Androstènedione | Excès                  | Déficit                          |
|            | 17 hydroxylase        | Prégnénolone Progestérone            | 17 OH-prégnénolone 17 OH-progestérone           | Déficit                | Excès                            |
| 90 %       | 21 hydroxylase        | Progestérone 17 OH progestérone      | Désoxycorticostérone 11-désoxycortisol          | Excès                  | Déficit                          |
| 5 %        | 11 beta hydroxylase   | Désoxycorticostérone                 | Corticostérone                                  | Excès                  | Déficit                          |

## Traitement
La prise en charge du déficit en 21-hydroxylase (la forme de loin la plus commune) a fait l'objet de la publication de recommandations par l'« Endocrine Society » datant de 2010.
Le traitement dépend des résultats biologiques et dosages pratiqués lors du bilan de la maladie.

### Traitement médical
Le plus souvent on compense le déficit en glucocorticoïde par de l'hydrocortisone pour éviter les chutes de pression sanguine et stabiliser le taux de sucre dans le sang. Pour éviter la perte de sel chez les personnes présentant un déficit en sel dû à un manque de production d'aldostérone, un traitement de fludrocortisone peut être préconisé, ainsi que, dans certains cas, une supplémentation orale en sel. Les doses de corticoïdes employés sont importantes, car elles doivent non seulement compenser le déficit hormonal mais aussi contrôler l'excès de production d'androgènes, ce qui n'est pass le cas lors d'une maladie d'Addison.
Dans les cas où il y a une possibilité de choc sévère lié à une insuffisance surrénale, une chute du taux de cortisol, des injections d'hydrocortisol peuvent être administrées.
Pour éviter l'apparition de caractéristiques sexuelles secondaires considérées comme indésirables par le corps médical (pilosité, croissance du clitoris) chez les personnes à chromosomes XX (femmes) et organes génitaux internes féminins, les médecins peuvent prescrire par exemple un dérivé de la progestérone avec action anti-androgène (Androcur par exemple). Les effets des traitements hormonaux anti-androgènes, et en particulier de l'Androcur, sont controversés. En effet, ce traitement peut provoquer des méningiomes et des problèmes de santé psychologique telles que la dépression,. Ce traitement est parfois complété par l'administration d'œstrogène.
Dans les formes avec perte en sel, un traitement d'urgence par injection de fludrocortisone est indiqué, ainsi qu'une prise de sel par voie orale.
L'hypertension artérielle quand elle est présente doit être traitée par des médicaments de type spironolactone (anti-aldostérone) ou des inhibiteurs calciques.
L'ablation chirurgicale des deux glandes surrénales n'est proposée que dans les formes sévères et réfractaires au traitement médical.
Le crinecerfont, antagoniste des récepteurs à la corticolibérine, permet de diminuer les doses de corticoïdes.

### Traitement prénatal
Il nécessite un diagnostic prénatal qui peut être fait par la recherche et l'analyse de l'ADN fœtal dans le plasma maternel. Les mères des fœtus féminins atteints pourraient alors bénéficier d'un traitement par la dexaméthasone mais les effets à long terme restent incertains et potentiellement nocifs et cela n'est donc pas préconisé.

## Intersexuation et droits humains
L'assignation arbitraire d'un sexe à la naissance par le personnel médical à des individus nés avec des organes génitaux considérés comme ambigus par le corps médical est aujourd'hui vivement contestée par les associations défendant les droits humains des personnes intersexes. L'attitude traditionnelle du corps médical consiste en l'assignation sexuelle rapide avec fréquemment une modification chirurgicale des organes sexuels à la naissance ou pendant l'enfance, suivies fréquemment de plusieurs autres opérations pendant l'enfance et jusqu'à l'adolescence et au début de l'âge adulte. Les associations et organisations internationales humanitaires condamnent ces pratiques, considérées comme des mutilations et des actes de torture par l'ONU préconisent aujourd'hui la prise en charge plus tardive, permettant le respect du droit à l'intégrité corporelle de l'enfant et l'expression d'un choix plus clair par les parents et l'enfant lui-même. Le manque d'informations données par le corps médical aux patients intersexes, entre autres celles et ceux ayant une hyperplasie congénitale des surrénales sur les risques des génitoplasties, qui peuvent fréquemment occasionner des problèmes de santé physique, psychologique et sexuelle, a été également souligné.

## Mode de transmission
La transmission génétique est de type autosomique récessif.

## Dépistage à la naissance
Depuis 1995, le dépistage de l’hyperplasie congénitale des surrénales est devenu systématique, par dosage radio immunologique de la 17 hydroxyprogestérone sur le même papier buvard que pour les autres dépistages. Fait à 3 jours de vie, cela permet d’en faire le diagnostic très tôt, avant le syndrome de perte de sel qui survient habituellement vers 2-3 semaines de vie. Le nombre important de formes infra-cliniques, justifie ce diagnostic systématique. Le dosage est corrélé avec l'âge gestationnel pour définir les taux normaux.

## Évolution
À long terme peut survenir dans les cas sévères une insuffisance surrénalienne aiguë avec un risque vital.
Les patients peuvent présenter les complications classiques d'un traitement par corticoïdes au long cours. Il existe, par ailleurs, un risque de petite taille avec une puberté plus précoce, d'obésité avec résistance à l'insuline et d'hypercholestérolémie. Les problèmes de fertilité sont courants.